# Galleria Estense
A Galleria Estense é um museu de arte localizado no centro histórico de Modena, na Itália. 
A Galleria nasceu da grande coleção de arte reunida pelos duques de Modena desde o Renascimento. Seu acervo compreende pinturas, desenhos, gravuras, esculturas, medalhas, instrumentos musicais, cerâmicas e artes decorativas de grandes mestres da arte ocidental, em especial da Itália, além de uma seção arqueológica com peças gregas, romanas e etruscas.
Entre os pintores representados estão Cima da Conegliano, Lelio Orsi, Nicolò dell'Abate, Dosso Dossi, Garofalo, Jacopo Bassano, Cosimo Tura, Salvator Rosa, Annibale Carracci, Guido Reni, El Greco, Guercino e Daniele Crespi. O acervo de desenhos é formado por 846 trabalhos, com destaque para os de Correggio, Giulio Romano, Polidoro da Caravaggio, Lelio Orsi, Parmigianino e Carracci. Nas esculturas são presentes criações de Bernini, Bertoldo di Giovanni, Severo da Ravenna, Alessandro Vittoria, Guglielmo della Porta e Pietro Tacca. 